# Ralph Nader
Ralph Nader (nascut el 27 de febrer de 1934) és un activista i advocat estatunidenc que s'oposa al poder de les grans corporacions i ha treballat durant dècades les qüestions del medi ambient, dels drets del consumidor i assumptes pro-democràcia.
Nader també ha estat un fort crític de la política exterior americana, que ell veu corporativista, imperialista, i contrària als valors fonamentals de la democràcia i els drets humans.